# 타원기하학
타원기하학(楕圓幾何學)은 똑바른 공간(유클리드 기하학, 포물기하학적 공간)이 아닌, 어떠한 특징을 가지는 굽은 공간에 있어서의 기하학을 논한 수학의 한 분야이다. 리만이 구면 모델을 생각하였기 때문에, 타원기하학을 리만 기하학이라고 부르는 경우도 있으나, 일반적으로는 리만 기하학과는 별개의 것이다.

## 개요
타원기하학은 평행선 공준 혹은 평행선 공리로도 불리는 유클리드 원론에 있어서 제5공준 「임의의 직선상에 없는 한 점을 지나는 그에 평행한 직선은 유일하게 존재한다」 대신에 그것을 부정하는 공리를 넣어서, 그 새로운 평행선 공준과 모순 되지 않는 체계로서 얻어진 기하학인 비유클리드 기하학의 하나이다.
타원기하학에서는 제5공준 대신에 「어떤 직선 L과 그 직선 밖에 있는 어떤 점 p가 주어졌을 때, 그 점 p를 지나고 직선 L과 평행한 직선은 존재하지 않는다.」라는 평행선 공준이 들어가고, 무모순성을 얻기 위해 제2공리 「임의의 선분은 양끝으로 얼마든지 연장할 수 있다.」가 부정된다.

## 같이 보기
- 펠릭스 클라인
- 알프레트 타르스키
- 앨프리드 노스 화이트헤드